# Juan Dantisco
Jan Dantyszek (hispanizado como Juan Dantisco; latinizado como Johannes Dantiscus, y conocido en alemán como Johannes von Höfen o Johannes Flachsbinder, Danzig (Gdańsk), 1 de octubre de 1485-Heilsberg (Lidzbark), 27 de octubre de 1548) fue un diplomático, escritor, humanista e hispanista polaco.

## Biografía
Fue embajador del rey Segismundo I ante Carlos V y viajó tres veces a la península, permaneciendo en ella cerca de diez años; entabló amistad con figuras muy destacadas, como Hernán Cortés. Fue enviado a España con numerosos encargos, en especial para reclamar las rentas atrasadas de las propiedades de la reina polaca Bona Sforza (1494-1557), que pertenecían al Reino de Nápoles, dependiente del Reino de Aragón. Dantisco no consiguió su propósito, pero tuvo ocasión de conocer España a fondo.
En España el embajador polaco y futuro obispo dejó a su hija natural Juana, que acabaría casándose muy joven con el Secretario Real Diego Gracián de Alderete. El matrimonio hispano-polaco tuvo una descendencia muy numerosa y algunos de sus hijos destacaron en el campo de las letras y la política (Lucas Gracián Dantisco, Jerónimo Gracián...). Dantisco se llevó a Polonia un buen número de libros, convirtiéndose en el primero de toda una serie de eclesiásticos polacos que poseían una biblioteca española, y se ha conservado su caudaloso epistolario con todo tipo de corresponsales europeos.

## Obras
- Jonas propheta de interitu civitatis Gedanensis
- De nostrorum temporum calamitatibus silva, Poznan, 1530.
- Elegia amatoria. Ad Grinaeam
- Vita Joannis de Curiis Dantisci
- Hymni aliquot ecclesiastici
- Victoria serenissimi Poloniae Regis..., 1531.
- Carmen paræneticum. Poemata et hymni, Breslau, 1764.
- Analecta carmina, 1841